# Новолавела
Новолавела (рос. Новолавела) — селище в Пінезькому районі Архангельської області Російської Федерації.
Населення становить 1241 особу. Входить до складу муніципального утворення Лавельське муніципальне утворення.

## Історія
Від 1937 року належить до Архангельської області.
Орган місцевого самоврядування від 2004 року — Лавельське муніципальне утворення.

## Населення
| 2002 | 2010  | 2012  |
| ---- | ----- | ----- |
| 1217 | ↘1024 | ↗1241 |